# Litauische Badmintonmeisterschaft 2010
Die Litauische Badmintonmeisterschaft 2010 fand vom 6. bis zum 7. Februar 2010 in Šakiai statt. Es war die 48. Austragung der nationalen Titelkämpfe von Litauen im Badminton.

## Medaillengewinner
| Disziplin    | Gold                                      | Silber                               | Bronze                                  |
| ------------ | ----------------------------------------- | ------------------------------------ | --------------------------------------- |
| Herreneinzel | Kęstutis Navickas                         | Klaudijus Kašinskis                  | Edgaras Slušnys                         |
| Dameneinzel  | Akvilė Stapušaitytė                       | Kristina Dovidaitytė                 | Gerda Voitechovskaja                    |
| Herrendoppel | Kęstutis Navickas Klaudijus Kašinskis     | Povilas Bartušis Alan Plavin         | Edgaras Slušnys Donatas Narvilas        |
| Damendoppel  | Gerda Voitechovskaja Kristina Dovidaitytė | Indrė Petrulaitienė Rasa Šulnienė    | Agnė Kupliauskaitė Ieva Linkutė         |
| Mixed        | Donatas Narvilas Kristina Dovidaitytė     | Edgaras Slušnys Gerda Voitechovskaja | Klaudijus Kašinskis Indrė Petrulaitienė |